# 위수 (백호)
위수(胃宿)는 동아시아의 별자리인 이십팔수의 하나이다. 서방백호 7수(宿) 중 세 번째에 해당된다.
서양 별자리의 양자리의 일부에 해당된다.

## 위수에 속한 별자리
위수에 속한 별자리들은 다음과 같다.
| 별자리 | 한자 | 별 개수 | 위치     |
| ------ | ---- | ------- | -------- |
| 위     | 胃   | 3       | 양자리   |
| 천름   | 天廩 | 4       | 황소자리 |
| 천균   | 天囷 | 13      | 고래자리 |
| 대릉   | 大陵 | 8       |          |
| 천선   | 天船 | 9       |          |
| 적시   | 積尸 | 1       |          |
| 적수   | 積水 | 1       |          |

## 참고 문헌
- 권근 외, 『천상열차분야지도』, 서운관(書雲觀), 1395
- 이문규, 《고대 중국인이 바라본 하늘의 세계》, 문학과 지성사, 2000
- 이순지 저, 김수길.윤상철 역,《천문류초》, 대유학당, 1998
- 박창범, 《하늘에 새긴 우리역사》, 김영사, 2002